# (73145) 2002 GQ95
(73145) 2002 GQ95 – planetoida z pasa głównego asteroid okrążająca Słońce w ciągu 4,65 lat w średniej odległości 2,78 j.a. Odkryta 9 kwietnia 2002 roku.